# Low Life (film, 2011)
Pour les articles homonymes, voir Low Life.
Pour plus de détails, voir Fiche technique et Distribution.
Low Life est un film français réalisé par Nicolas Klotz en collaboration avec Élisabeth Perceval, sorti en 2011.

## Fiche technique
- Réalisation : Nicolas Klotz
- Scénario : Nicolas Klotz et Élisabeth Perceval
- Photographie : Hélène Louvart
- Son : Erwan Kerzanet
- Montage : Rose-Marie Lausson
- Musique originale : Romain Turzi et Ulysse Klotz
- Producteurs et société de production : Alain Guesnier pour Agora Films ; Gilles Sandoz pour Maïa
- Sortie : 
  -  Suisse : 8 août 2011 (Festival international du film de Locarno)
  -  France : 4 avril 2012

## Distribution
- Camille Rutherford : Carmen
- Arash Naimian : Hussain
- Luc Chessel : Charles
- Winson Calixte : Julio
- Michaël Evans : Djamel
- Maud Wyler : Julie
- Mathilde Bisson : Sophie
- Mathieu Moreau Domecq : Georges
- Ismaël de Begoña : Miguel
- Marie Kauffman : Emma
- Hélène Fillières

## Festivals
- Sélectionné en Compétition au Festival de Locarno 2011 :